# 錢伯斯 (亞利桑那州)
錢伯斯（英語：Chambers）是位於美國亞利桑那州阿帕契縣的一個非建制地區。該地的面積和人口皆未知。

## 地理
錢伯斯的座標為35°11′19″N 109°25′59″W / 35.18861°N 109.43306°W，而該地的平均海拔高度為1754米（即5755英尺）。